# Жуляны (местность)

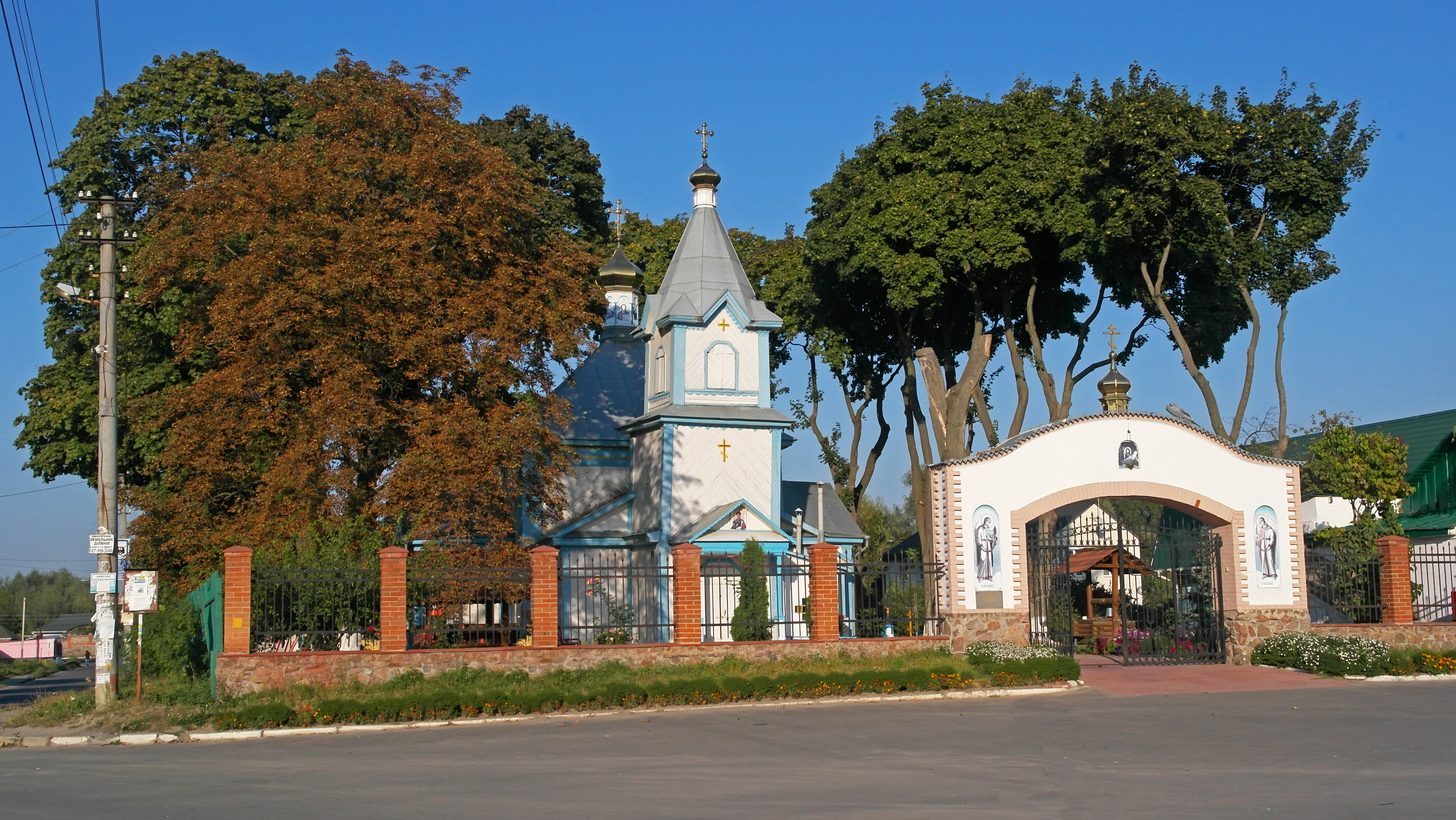
Храм великомученика Димитрия Солунского в Жулянах

Жуля́ны (Желань, Жиляны) (укр. Жуля́ни, Жела́нь, Жиля́ни) — историческая местность, территория частной застройки на юго-западной окраине Киева между Теремками и Борщаговкой. Административно входит в состав Соломенского района города.
Упоминается в источниках с XI века как местность с ручьём Желань (Желаня, Жилян, Жалина). Существует несколько версий происхождения названия:
- от языческого капища древнеславянской богини скорби Жели (Жали);
- от ручья как места привала, когда он становился особо желанным для прохожего;
- от обжитого (жилого) характера этого предместья Киева.

С конца XVII столетия упоминается уже под названием Желяны, которое на тот момент было в собственнсти Софийского монастыря.
- Лаврентий Похилевич в «Сказании о населённых местностях Киевской губернии» (1864 год) пишет:
  - «ЖЕЛЯНЕ село в 3-х верстах от Братской Борщаговки и в 7-ми от Киева к западу. Как сказано выше, село расположено при вершине ручья, в древности именовавшегося Желанью, а ныне Борщаговкой. В настоящее время ручей этот при селе Желянах так слаб, что имеет воду только весной после таяния снегов и после продолжительных дождей. Жителей обоего пола: православных 727, евреев 6. В древних летописях много раз упомянуто об этом селении. Так говорится, что в лето 1126 Ольгович с Половцы предоша Днепр декабря 29; и начаша воевати от Триполья около Красна и Васильева и до Белгорода; оттуда же до Киева, и по Желане до Вышгорода и до Дерев и чрез Лыбед стреляхуся (см. полн. соб. рук. Л. том 2, стр. 14). Под 1136 годом, что Святополк на пути к городу Торческу, осаждённому Половцами, вниде на Желаню. Но здесь сам был достигнут 23 июля половцами и разбит ими. Ещё позже, когда киевляне, раздражённые на Игоря Ольговича за жестокость его правления, просили Изяслава Мстиславича Переяславского о принятии престола великокняжеского, то сей последний, вняв их прошению, перешёл у Зарудья (ныне Рудяков Переяслав. уезда) Днепр и стал на Желани. Отсюда уже пошёл к Киеву. От этой отдалённой древности в нынешнем селении Желянах не осталось ничего, исключая нескольких могил вокруг его, без сомнения сокрывающих кости сражавшихся здесь за Киев. Даже места Желани некоторые новые исследователи ищут в других урочищах, ближе к городу Киеву и Вышгороду. К этой отдалённой эпохе должно отнести случайную находку, сделанную в 1840 году. На огороде крестьянина, в черепяном горшке, отыскано 20 древних кусков чистого серебра (выжиги), которые нумизматами, признаны за рубли времён св. Владимира.
  - В каждом из них было весу без малого фунт. Так как эти древние монеты были пожертвованы нашедшим в приходскую церковь и по распоряжению консистории были продаваемы, то один экземпляр куплен мною за 14 нынешних серебряных рублей и подарен в библиотеку Киевской Семинарии. В прошлом веке Желяне причислялись к митрополичьим имениям.
  - Желянский приход составляется из жителей села Желян и деревень: Михайловской Борщаговки, отстоящей от церкви в 1 версте, Совок в 2-х и Теремки в 3-х верстах; первая Желянская церковь во имя великомученика Димитрия, о которой имеем положительные сведения та, которая была построена 1715 г. монашествующими митрополичьего дома и по ветхости и тесноте разобрана в 1847 году. На место её в том же году на счёт отпущенных из казны 4 126 руб. построена была новая, которая 21 июня 1859 года в 7 часов вечера сожжена молнией со всем имуществом и колокольней. Замечательно, что ещё в предыдущее лето молния ударила было в эту же церковь, но не произведя пожара, только очернила все металлические вещи в церкви и позолоту на иконостасе. Люди также говорят, что до построения церкви на этом месте молния сожгла избу. В настоящее время прихожане построили уже новую деревянную же церковь на том самом месте, где она стояла с 1715 года. По штатам Желянский приход состоит в 5-м классе. Земли причту принадлежит 44 десятины».

Согласно постановлению Верховного совета Украинской ССР от 26 августа 1988 года Жуляны включены в состав Киева
Местность Жуляны дала названия улицам Жилянской, Набережно-Жилянской, Новожилянской (теперь улица Лилии Лобановой), а также киевскому городскому аэропорту «Жуляны».
В Софии Киевской была обнаружена надпись: «Месяца декабря в 4-е створиша мир на Желяни: Святополк, Володимир и Ольг».

## Галерея

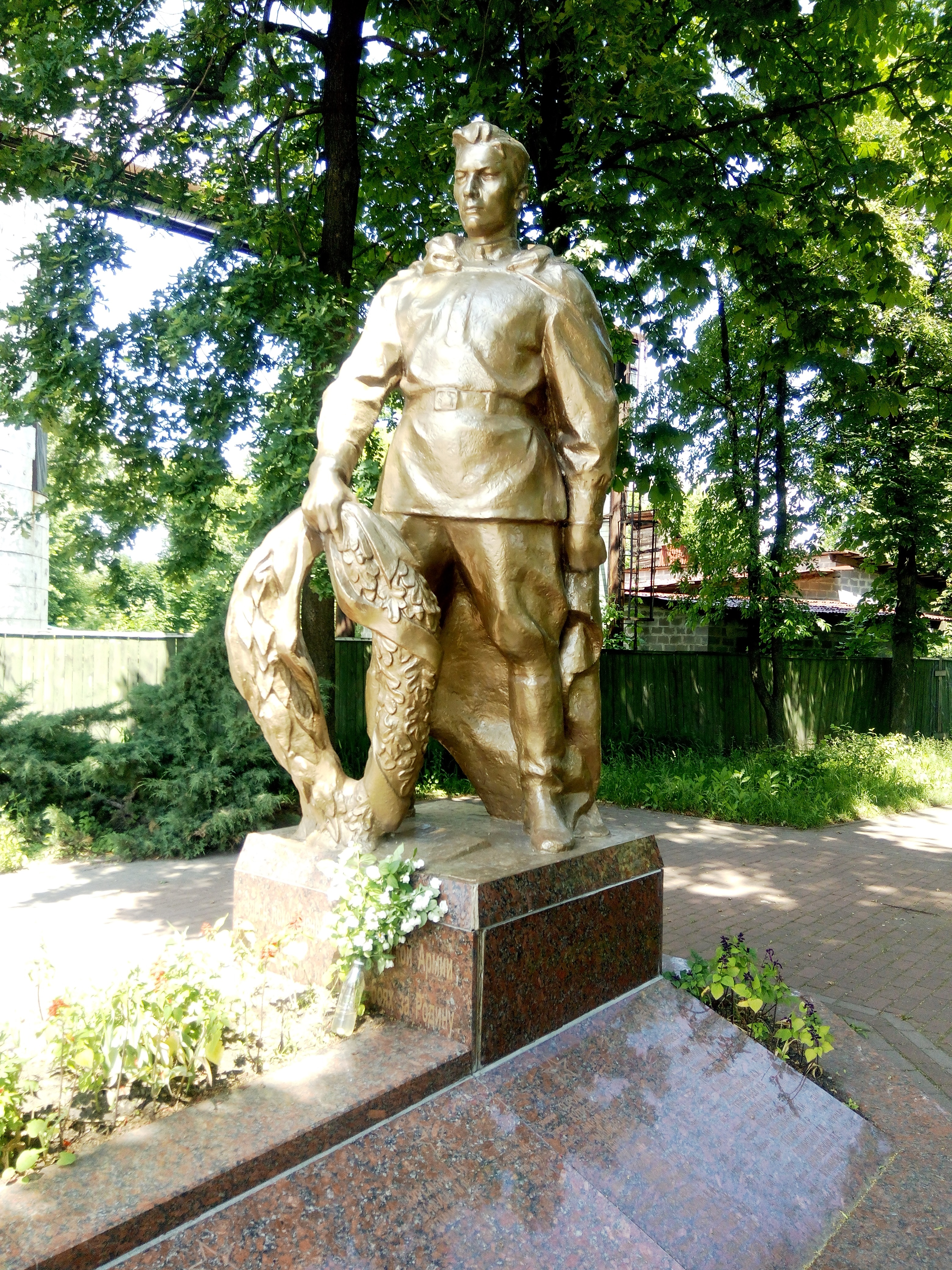
Мемориал погибшим в годы ВОВ жителям села Жуляны
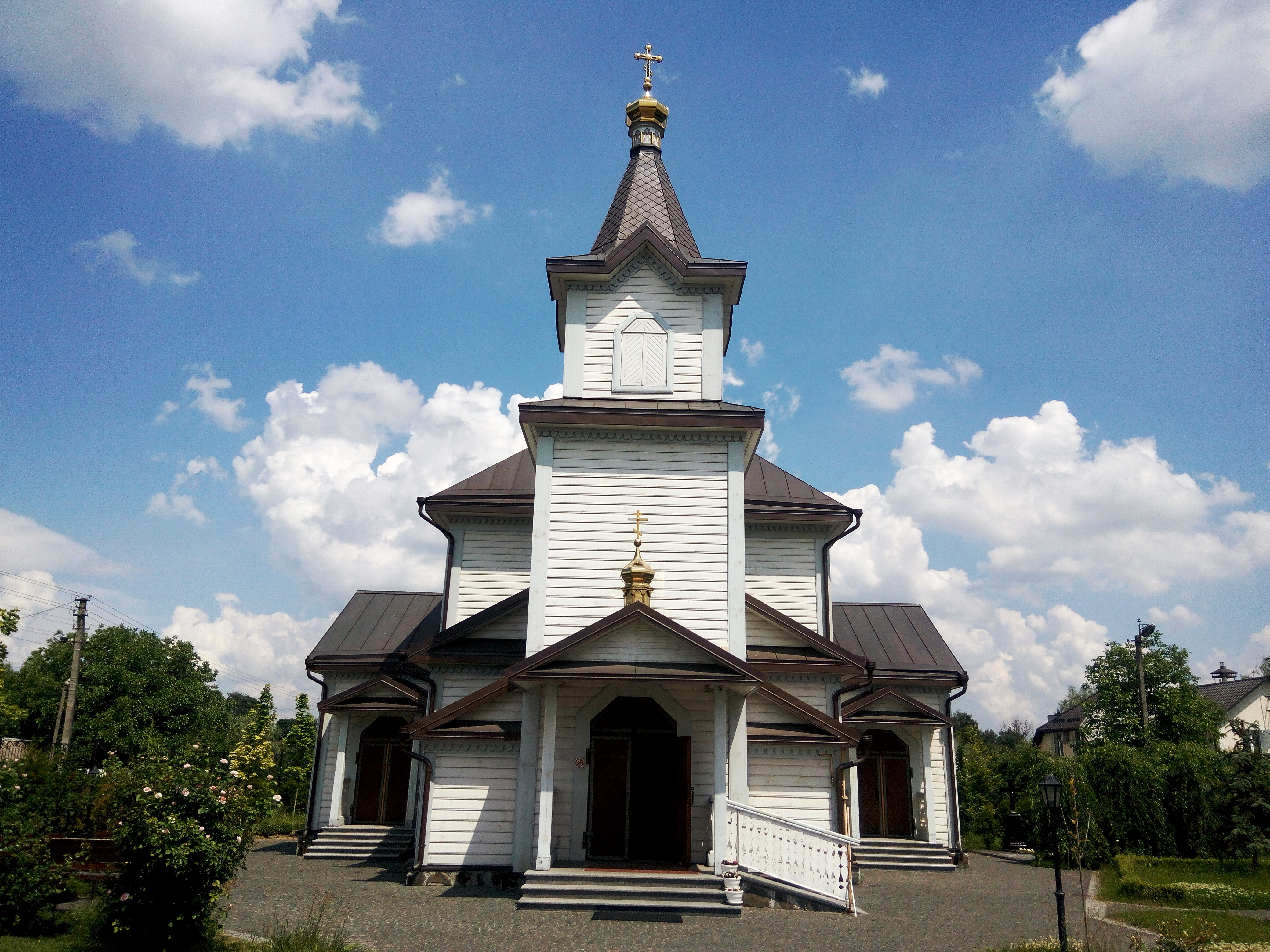
Главный вход в храм Великомученика Димитрия Солунского
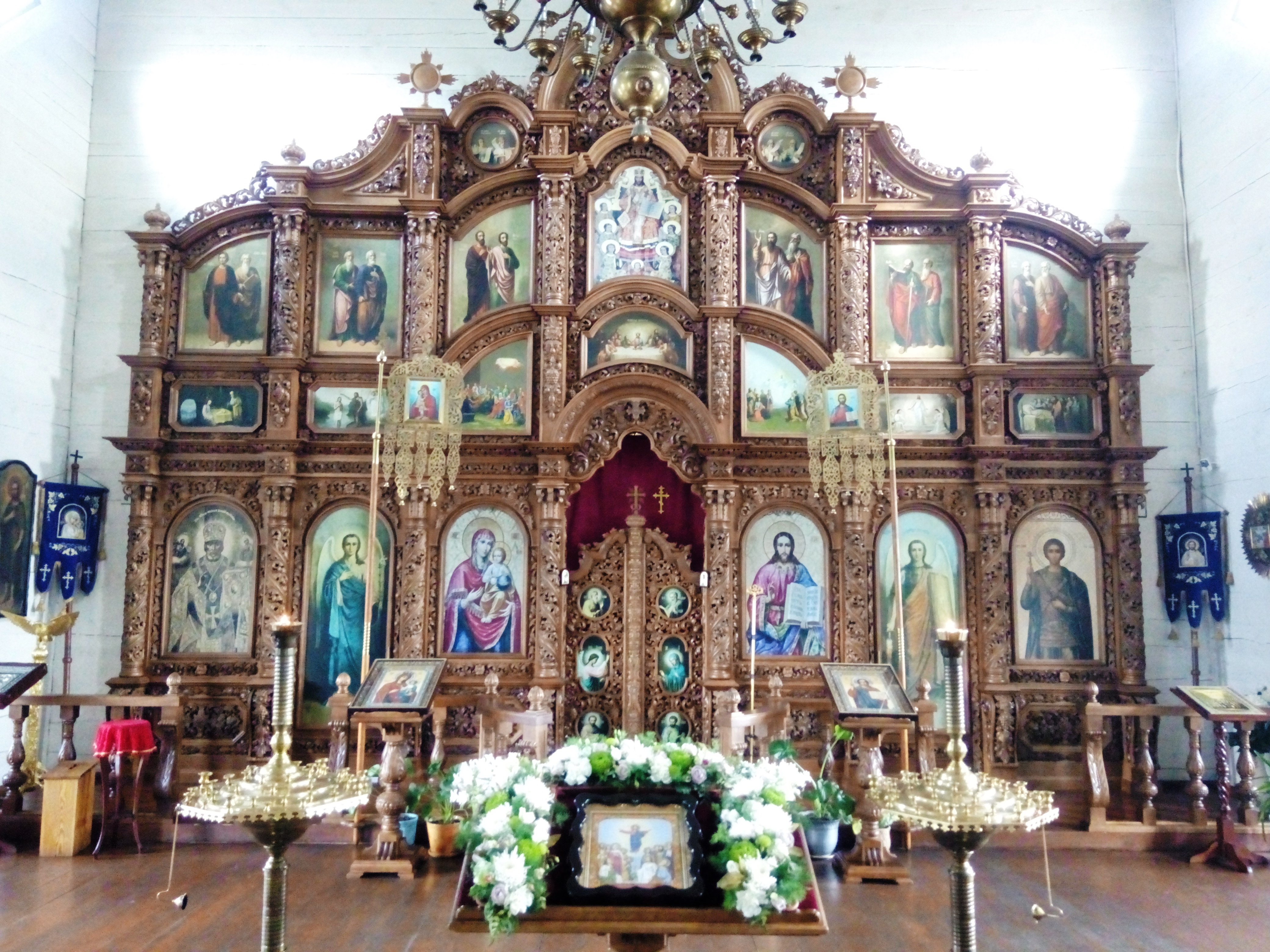
Иконостас в храме
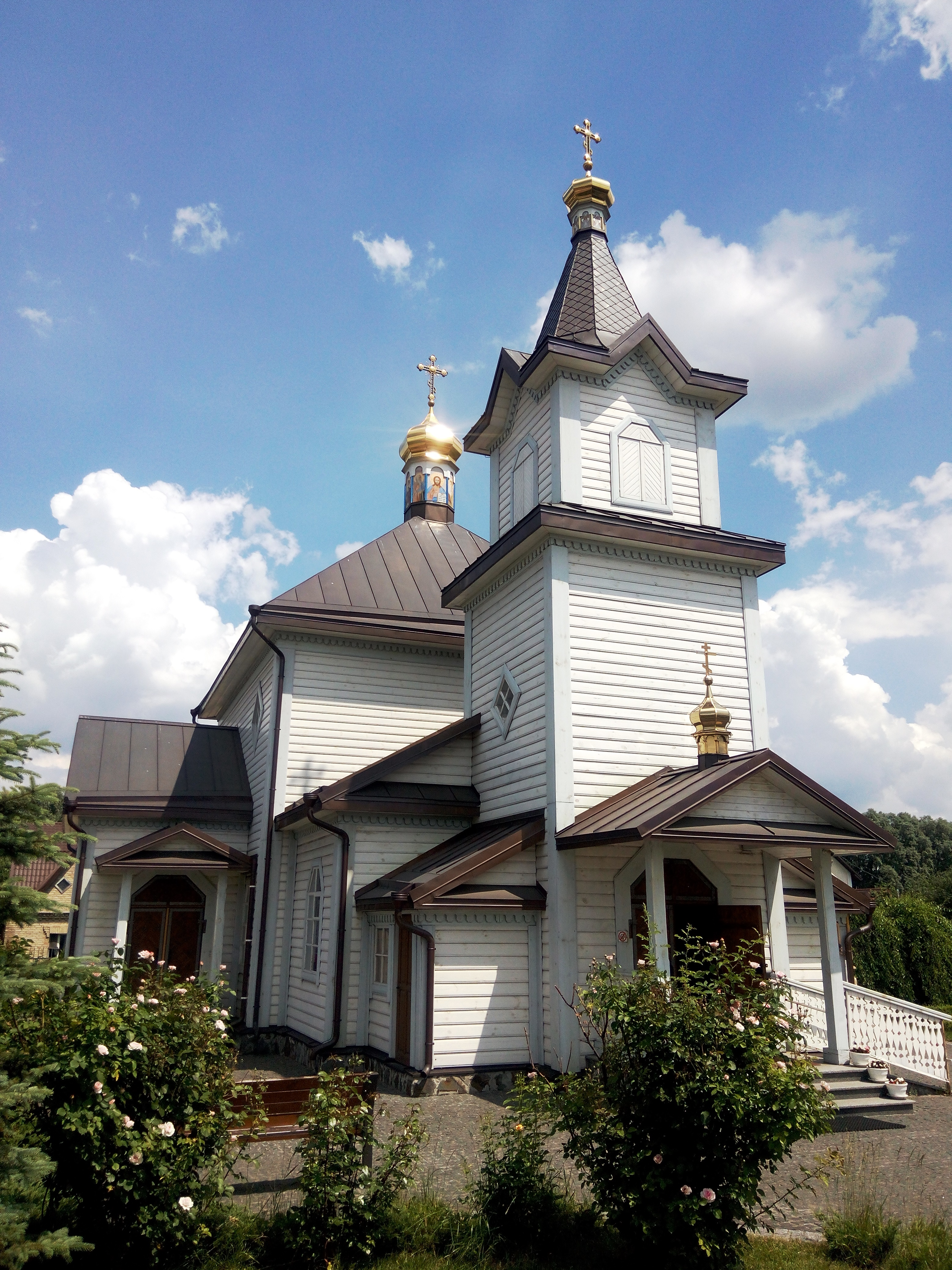
Боковой ракурс на храм Великомученика Димитрия Солунского
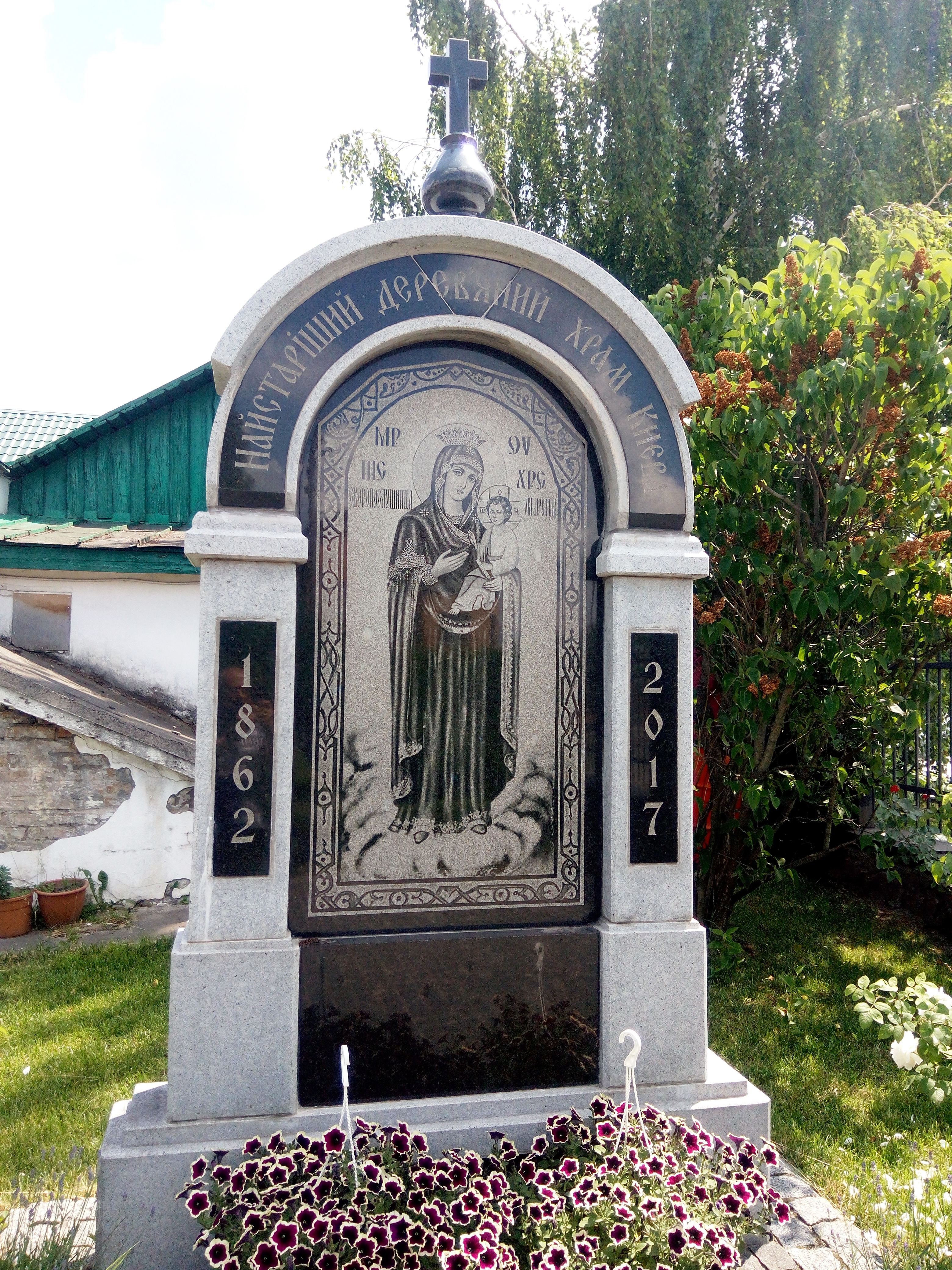
Мемориальная доска "Старейший деревянный храм Киева"